# Зелено-Дырво
Зелено-Дырво (болг. Зелено дърво) — село в Болгарии. Находится в Габровской области, входит в общину Габрово. Население составляет 30 человек.

## Политическая ситуация
Зелено-Дырво подчиняется непосредственно общине и не имеет своего кмета, кметский наместник в селе — Тодорка Иванова Христова.
Кмет (мэр) общины Габрово — Томислав Пейков Дончев (Граждане за европейское развитие Болгарии (ГЕРБ)) по результатам выборов.